# Ширяїха (Гагарінський район)
Ширяїха (рос. Ширяиха) — присілок Гагарінського району Смоленської області Росії. Входить до складу Баскаковського сільського поселення.
Населення — 3 особи (2007 рік). 